# Guamia mariannae
Guamia es un género monotípico de plantas fanerógamas, perteneciente a la familia de las anonáceas. Su única especie:  Guamia mariannae (Saff.) Merr., es nativa de Islas Marianas.

## Taxonomía
Guamia mariannae fue descrita por (William Edwin Safford) Elmer Drew Merrill y publicado en Philippine Journal of Science 10(4): 243, en el año 1915.
Sinonimia
- Papualthia mariannae Saff. basónimo
- Polyalthia mariannae (Saff.) Merr.[3]